# Sto con te
Sto con te è un singolo di Nek, pubblicato nel 1998 come secondo estratto dall'album In due.
Il brano è stato scritto dallo stesso artista insieme a Massimo Varini ed Antonello De Sanctis.
È presente anche nella raccolta The Best of Nek - L'anno zero ed E da qui - Greatest Hits 1992-2010.

## Formazione
- Nek - voce, cori, basso, chitarra classica
- Massimo Varini - chitarra classica, cori
- David Sabiu - tastiera, cabasa
- Walter Sacripanti - batteria